# 佐々木大介
佐々木 大介（ささき だいすけ、1987年6月15日 - ）は、日本の俳優。本名同じ。北海道出身。鈍牛倶楽部を経て、テンカラットに所属していた。現在はフリーで活動している。旧芸名は青山 ハル。

## 略歴
高校卒業後、美容師になるため上京し、美容師免許を取得した。上京後にスカウトされ俳優となる。
2011年頃に青山 ハルから本名である佐々木 大介へと改名した。
テンカラット退所後は俳優活動と並行して、演劇の脚本や演出、映像の撮影・編集・監督、俳優のプロフィール写真や映像現場でのスチール撮影などを行っている。

## 出演

### 映画
青山ハル 名義
- ケンタとジュンとカヨちゃんの国（2010年、大森立嗣監督）[6]
- 君に届け（2010年、熊澤尚人監督)  - 真田龍 役[7]
- ヒカリ、その先へ（2010年、江原慎太郎監督） - 声の出演[1]
- スノーフレーク（2011年、谷口正晃監督)  - 遠藤勇麻 役[8]

　佐々木大介 名義
- 妙子の恋（2012年、池田千尋監督)  - 谷江陽一 役[9]
- THE ABCs OF DEATH「J」（2012年、山口雄大監督、アメリカ映画)  - 主演・切腹人 役[10]
- 潔く柔く（2013年、新城毅彦監督)  - 禄の同僚 役
- 豆大福ものがたり（2013年、沖田修一監督）
- 時間創造部  (2014年、山口雄大監督)  - ジャネ 役[11]
- 南風（2014年、萩生田宏治監督)  - 市原 役[12]
- 先輩と彼女  (2015年、池田千尋監督)  - 葵の彼氏 役
- 東京の日  (2015年、池田千尋監督)  - 主演・本田祐介 役
- HiGH&LOW THE RED RAIN  (2016年、山口雄大監督)  - 掃除屋 役
- ガールズトーク  (2016年、中村圭吾監督)  - 佐藤翔平 役
- 三つの光  (2017年、吉田光希監督)  - フミ 役[13]

### テレビドラマ
青山ハル 名義
- LOVE GAME 第11話（2009年7月2日、読売テレビ)  - 河原京介 役
- 太宰治短編小説集「駆け込み訴え」（2010年9月27日、NHK BS2）
- 美しい隣人（2011年1月 - 3月、関西テレビ)  - 広瀬浩太 役

　佐々木大介 名義
- 島の先生（2013年5月 - 6月、NHK)  - 能勢幸人 役
- ノーコン・キッド 〜ぼくらのゲーム史〜 第8話（2013年11月22日、テレビ東京）
- 牙狼-GARO- -魔戒ノ花- 第4話（2014年4月26日、テレビ東京)  - ササジマ 役
- 戦う女 第5話 (2014年11月14日、フジテレビNEXT)[14]
- 赤と黒のゲキジョー「三面記事の女たち -愛の巣-」 (2015年2月20日、フジテレビ)  - 三井賢太郎 役

### 自主制作映画
- ライムキャッチボール（2009年）[15]
- OUTSIDE7（2009年）[1]
- 小出むきだし（2010年）[1]
- 招かれた男（2012年）[1]

### 舞台
- カスケード〜やがて時がくれば〜（2011年、作・演出：岩松了）[1]
- ファミリア〜30-DELUX MATSUSHIMA Edition (2013年、演出：狩野和馬)[1]
- 母の桜が散った夜（2014年、作・演出：森岡利行)[16]
- 魔王（2014年、演出：近藤大介 ロウドクノチカラ)  - 安藤閏也 役[17]
- 東京の空-改訂版-  (2014年、作・演出：池田千尋)  - 本田祐介 役[1]
- 東京の歌  (2014年、作・演出：池田千尋)   - 本田祐介 役[1]
- 透明ポーラーベア（2014年、演出：近藤大介 ロウドクノチカラ)  - 優樹 役[18]
- チルドレンII（2014年、演出：近藤大介 ロウドクノチカラ)  - 明 役[18]
- マリアビートル  (2015年、演出：近藤大介 ロウドクノチカラ)  - 蜜柑 役[19]
- ぼくのタネ  (2015年、作・演出：西条みつとし TAIYO MAGIC FILM)  - 桜木亮 役[20]
- 終末のフール  (2015年、演出：近藤大介 ロウドクノチカラ)  - 虎一 役[21]

### CM
- AXE プレミアム・ブラックシート（2010年）
- FANCL カロリミット（2010 - 2012年）
- SONY ウォークマンZシリーズ（2011 - 2012年)
- HOME'S インフォマーシャル（2014年）[1]

### Webドラマ
青山ハル 名義
- ヒミツの関係 〜先生は同居人〜（2010年7月1日 - 2010年9月23日、10分×13話） - 越塚士郎 役

　佐々木大介 名義
- そして僕もいなくなった 第二話  (2015年10月)[22]

### PV
- 沢井美空「卒業メモリーズ〜サヨナラ、あなた。〜」(2012年、江原慎太郎監督）
- おとぎ話「NO SOS」(2013年、山戸結希監督）
- 乃木坂46  13thシングル「今、話したい誰かがいる」衛藤美彩 個人PV (2015年10月28日)
- NIXON「THE MISSION "楽しい" を連れていこう。」(2016年、伊藤裕満監督)

### その他
- TAKAHIROMIYASHITA The SoloIst. 2012 autumn exhibition（2012年）[1]
- munsingwear R.line × EVEN  イメージキャラクター（2014年）[1]
- お好み置碁道場 (2015年6月26日、囲碁・将棋チャンネル)[23]